# 古浪镇
古浪镇，是中华人民共和国甘肃省武威市古浪县下辖的一个乡镇级行政单位。

## 行政区划
古浪镇下辖以下地区：
上城社区、城西社区、街东社区、新园社区、昌灵路社区、峡峰村、丰泉村、暖泉村、小桥村、联泉村和胡家湾村。